# یاگوناک

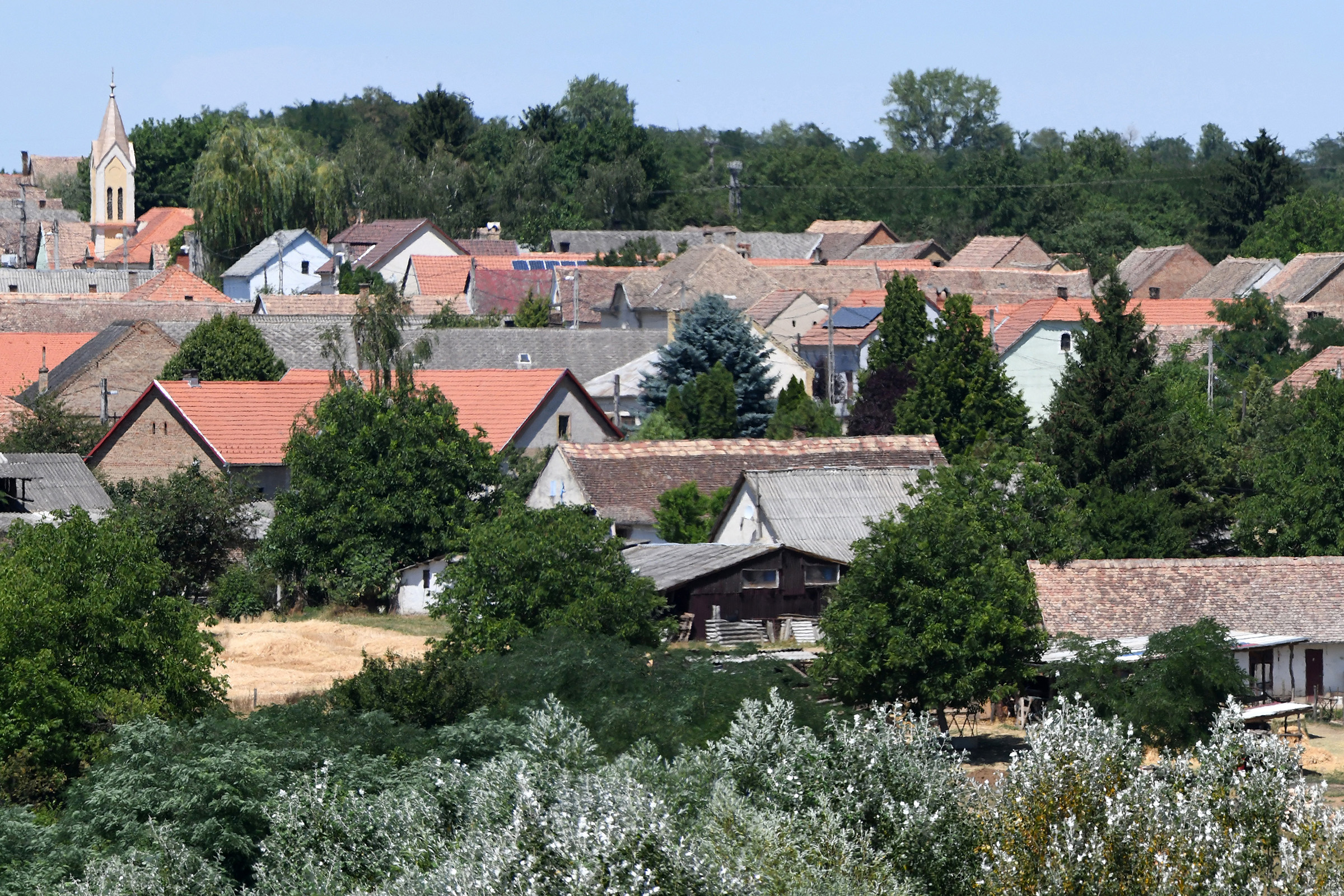
منطقه مسکونی در مجارستان

یاگوناک (به مجاری:  Jágónak) یک شهرداری در مجارستان است که در ناحیه دومبووار واقع شده‌است. یاگوناک ۱۵٫۴ کیلومتر مربع مساحت و ۲۳۹ نفر جمعیت دارد.